# Elsa Ehrich
Else Lieschen Frida "Elsa" Ehrich (Fürstenberg/Havel, 8 marzo 1914 – Lublino, 26 ottobre 1948) è stata una militare tedesca, criminale di guerra condannata per aver prestato servizio come guardia delle SS nei campi di concentramento di Kraków-Płaszów e di Majdanek durante la seconda guerra mondiale.
Era una Oberaufseherin a Majdanek e partecipò attivamente a tutte le principali selezioni sia per le camere a gas che per le esecuzioni. Maltrattava i prigionieri, compresi i bambini. Fu processata a Lublino nel processo di Majdanek e condannata a morte per crimini di guerra. Ehrich fu impiccata il 26 ottobre 1948.
La sua assistente era Hermine Braunsteiner, che in seguito fu denaturalizzata e trasferita dagli Stati Uniti in Germania.

## Biografia
Nacque a Bredereiche, un quartiere della città di Fürstenberg/Havel. Il 15 agosto 1940 si offrì volontaria per il campo di concentramento di Ravensbrück come guardia delle SS. Dal 1941 lavorò come SS-Rapportführerin. Nell'ottobre 1942 fu trasferita a Majdanek, vicino a Lublino, dove dopo qualche tempo fu promossa SS-Oberaufseherin. È ritenuta responsabile della morte di migliaia di prigionieri della sezione femminile del campo e di bambini, anche nelle camere a gas. Durante i 34 mesi di funzionamento del campo, furono uccisi più di 79.000 prigionieri solo nel campo principale (59.000 dei quali ebrei polacchi) e tra le 95.000 e le 130.000 persone nell'intero sistema di sottocampi di Majdanek.
Il 3 novembre 1943, circa 18.000 ebrei furono uccisi a Majdanek durante il più grande massacro di un singolo giorno e di un singolo campo dell'Olocausto, chiamato operazione Erntefest (per un totale di 43.000 con 2 sottocampi).
Nel febbraio 1943, Ehrich si ammalò di tifo. Il 5 aprile 1944 fu trasferita nel campo di Kraków-Płaszów e dal giugno 1944 all'aprile 1945 fu assegnata a Neuengamme. Dopo la guerra, nel maggio 1945, fu arrestata dalle autorità di occupazione britanniche ad Amburgo, che la trasferirono sotto la custodia degli Stati Uniti nel campo per criminali di guerra PWE29 a Dachau, dove condivise la cella con Maria Mandl. Fu trasferita alle autorità polacche. Nel 1948, si presentò davanti al Tribunale distrettuale di Lublino al secondo processo di Majdanek, accusata di crimini di guerra e di crimini contro l'umanità.
Fu giudicata colpevole delle accuse e il 10 giugno 1948 fu condannata a morte per impiccagione. Dopo l'annuncio della sentenza, chiese clemenza al presidente polacco Bolesław Bierut, sostenendo di avere un figlio piccolo e di voler espiare la sua colpa. Il presidente Bierut respinse la richiesta. Fu giustiziata il 26 ottobre 1948 nella prigione di Lublino.